# Liste der Baudenkmale in Blankensee (Mecklenburg)
In der Liste der Baudenkmale in Blankensee sind alle denkmalgeschützten Bauten der Gemeinde Blankensee (Mecklenburg-Vorpommern) und ihrer Ortsteile aufgelistet. Grundlage ist die Veröffentlichung der Denkmalliste des Landkreises Mecklenburgische Seenplatte (Auszug) vom 20. Januar 2017.

## Baudenkmale nach Ortsteilen

### Blankensee
| ID | Lage                   | Bezeichnung                                         | Beschreibung | Bild             |
| -- | ---------------------- | --------------------------------------------------- | --- | ---------------- |
| 40 | Am Bahnhof 2 (Karte)   | Bahnhofsempfangsgebäude (Blankensee Meckl. Ost) und | Der Bahnhof Blankensee (Meckl) an der Berliner Nordbahn ging 1877 in Betrieb. Seit 1893 zweigte dort die Strecke von Blankensee nach Strasburg der Mecklenburgischen Friedrich-Wilhelm-Eisenbahn-Gesellschaft (MFWE) ab. 1907 erhielt die Zweigbahn gegenüber dem Gebäude der Nordbahn einen eigenen Bahnhof, später auch Blankensee Ost genannt. Dieser Bahnhof war bis 1945 in Betrieb. Sein Empfangsgebäude steht unter Denkmalschutz. | Weitere Bilder   |
| 40 | Am Bahnhof 3 (Karte)   | Bedürfnisanstalt                                    | Die Bedürfnisanstalt neben dem stark baulich veränderten Empfangsgebäude der Nordbahn ist denkmalgeschützt. Es handelt sich dabei um einen eingeschossigen Ziegelbau. | Bedürfnisanstalt |
| 41 | Am Bahnhof 4 (Karte)   | Wohnhaus mit                                        | Das Eisenbahnerwohnhaus neben dem Bahnhof ist ein zweigeschossiges Putzbau mit Zwerchgiebel. | Wohnhaus mit     |
| 41 | Am Bahnhof 4 (Karte)   | Stall                                               | | Stall            |
| 42 | Am Bahnhof 5 (Karte)   | Wohnhaus                                            | Das Eisenbahnerwohnhaus von gleicher Bauart wie das benachbarte Haus Am Bahnhof 4. Beide Häuser teilen sich die Stallanlage zwischen den Grundstücken. | Wohnhaus         |
| 43 | Lindenstraße 6 (Karte) | Wohnhaus mit                                        | 2.gesch. Klinkerhaus mit 3.gesch. Zwerchgiebel von um 1900. | Wohnhaus mit     |
| 43 |                        | Stall                                               | | Stall            |
| 44 | Lindenstraße 1 (Karte) | Wohnhaus                                            | 2.gesch. Putzhaus mit Zwerchgiebel und Krüppelwalmdach, erbaut nach dem Bahnhof. | Wohnhaus         |
| 45 | Kirchstraße (Karte)    | Kirche mit                                          | Spätgotische, kleine Feldsteinkirche als Saalkirche vom Anfang des 15. Jh. mit rundem Chor; hölzerner Glockenstuhl mit zwei Glocken aus dem 15. und 16. Jh. | Weitere Bilder   |
| 45 |                        | Glockenstuhl mit 2 Glocken von 1466 und 1520,       | | Weitere Bilder   |
| 45 |                        | Feldsteintrockenmauer                               | |                  |

### Groß Schönfeld
| ID  | Lage                      | Bezeichnung                               | Beschreibung | Bild |
| --- | ------------------------- | ----------------------------------------- | --- | ---- |
| 428 | Groß Schönfeld 13 (Karte) | Gutshaus                                  | 1-gesch. Putzbau mit 2-gesch. Mittelrisalit und Mansarddach von nach 1759; Besitzer Carl Friedrich von Jasmund, ab 1803 herzogliche Domäne im Amt Feldberg, die um 1935 aufgesiedelt wurde; heute Privatbesitz |      |
| 429 | Groß Schönfeld            | Spritzenhaus                              | |      |
| 430 | (Karte)                   | Kriegerdenkmal 1914/18 (auf dem Friedhof) | |      |

### Neuhof
| ID  | Lage               | Bezeichnung               | Beschreibung | Bild |
| --- | ------------------ | ------------------------- | ------------ | ---- |
| 671 | Dorfstraße (Karte) | Stallscheune              |              |      |
| 672 | (Karte)            | Ruine der Wassermühle mit |              |      |
| 672 |                    | Wehr                      |              |      |

### Rödlin
| ID  | Lage                          | Bezeichnung                  | Beschreibung | Bild                         |
| --- | ----------------------------- | ---------------------------- | --- | ---------------------------- |
| 945 | Am Kirchsee 20 (Karte)        | Wohnhaus am Bahnübergang mit | | Wohnhaus am Bahnübergang mit |
| 945 | Am Kirchsee 20                | Stall                        | | Stall                        |
| 946 | Blankenseer Straße 28 (Karte) | Spritzenhaus                 | | Spritzenhaus                 |
| 947 | Blankensee Str. 30 (Karte)    | Kirche                       | Klassizistischer Putzbau als Saalkirche vom Anfang des 19. Jh. nach Plänen von Friedrich Wilhelm Dunckelberg; Turm mit geschwungener Haube. | Kirche                       |

### Rollenhagen
| ID  | Lage | Bezeichnung            | Beschreibung                                                       | Bild |
| --- | ---- | ---------------------- | ------------------------------------------------------------------ | ---- |
| 961 |      | Kirche mit             | Gotische Dorfkirche aus Feldstein vom 14. Jh.; Altarwand von 1786. |      |
| 961 |      | Feldsteintrockenmauer, |                                                                    |      |
| 961 |      | Torpfeiler und         |                                                                    |      |
| 961 |      | Glocke                 |                                                                    |      |

### Wanzka
| ID   | Lage           | Bezeichnung                          | Beschreibung | Bild           |
| ---- | -------------- | ------------------------------------ | --- | -------------- |
| 1108 | Dorfstraße     | ehem. Pfarrhaus mit                  | |                |
| 1108 | Dorfstraße     | Stall                                | |                |
| 1109 | Dorfstraße     | Schmiede                             | |                |
| 1110 | (Karte)        | Klosterkomplex mit Tor               | Zisterzienserinnen-Kloster von vor 1283; 1549 unter weltliche Verwaltung. Die gotische Backsteinkirche von 1290 und vom 14. Jh. ist 1833 ausgebrannt; neugotischer, einschiffiger Wiederaufbau von 1843 auf alter Ringmauer nach Plänen von Buttel; 5-jochiges Langhaus mit Holzbalkendecke; 2-jochiger flachged. Chor mit 5/8-Schluss; Innen: Ausmalung von 1900, Ausstattung vom 19. Jh., Orgel von 1907; nur Reste vom Kloster erhalten. | Weitere Bilder |
| 1110 |                | Turm                                 | |                |
| 1110 |                | Klosterkirche                        | |                |
| 1110 |                | Glockenstuhl                         | |                |
| 1110 |                | Feldsteintrockenmauer                | |                |
| 1110 |                | Mauerreste eines Wirtschaftsgebäudes | |                |
| 1111 | Klosterkomplex | Hindenburgstein                      | |                |

### Watzkendorf
| ID   | Lage    | Bezeichnung                  | Beschreibung | Bild           |
| ---- | ------- | ---------------------------- | --- | -------------- |
| 1123 | (Karte) | Kirche mit                   | Feldsteinkirche vom 15. Jh. mit ma. späterem Turmunterbau und Turmobergeschoss aus Backstein von 1734 mit spitzer Haube; Altar von 1715. | Weitere Bilder |
| 1123 |         | Grabkapelle auf dem Friedhof | |                |

## Quelle
- Karte der Baudenkmale im Geoportal des Landkreises